# دهستان لومانگ
دهستان لومانگ (به لاتین: Lumang Gewog) یک دهستان در کشور بوتان است که در ناحیهٔ تراشیگانگ واقع شده‌است.